# Roberto Ayala
Roberto Fabián Ayala, född 14 april 1973 i Paraná, är en argentinsk före detta fotbollsspelare (mittback). 
Han betraktas som en av de bästa centrala mittbackarna av sin generation, känd för sitt huvudspel. Ayala har spelat över 110 landskamper för det argentinska landslaget och har spelat för lag som River Plate, AC Milan, SSC Napoli och Valencia CF. Han är en av Argentinas absolut bästa försvarare genom tiderna.

## Klubbkarriär
Ayala påbörjade sin karriär i det argentinska laget Ferrocaril Oeste. Efter tre år flyttade han till River Plate där han imponerade enormt och många europeiska lag fick upp ögonen för honom. Parma FC förde honom till Europa. Han lånades ut till SSC Napoli som köpte hans kontrakt som ett delägarskap. I Napoli övertygade han genom att spela bra i en krävande omgivning. Sommaren 1998 köpte AC Milan honom, där gick det inte lika bra och han fick rykte om sig att vara en spelare som inte räckte till i en storklubb. 2000 köptes han av Valencia CF där han växte fram till en av de största mittbackarna i Argentina men också i Valencia.

### Valencia
Vändningen kom när landsmannen Héctor Cuper värvade honom till Valencia CF där Ayala fick en nystart på karriären. Cuper och senare Rafael Benítez byggde lagets backlinje kring honom med två ligatitlar, seger i Uefacupen, vinst i Supercupen och två finalförluster i Champions League som följd. I Valencia bildade han ett av världens bästa försvar under början av 2000-talet.

### Real Zaragoza
Ayala hade värvats på free transfer av Villarreal CF men köpte sig ur kontrakten för att skriva på för Real Zaragoza.

## Landslagskarriär
Han har varit med i tre fotbolls-VM, VM i Frankrike, VM i Japan & Sydkorea där han dock inte kunde spela på grund av skada, och hans sista VM, VM i Tyskland, där Argentina blev utslagna av Tyskland.
Roberto Ayala gjorde ett mål i VM i Tyskland mot värdlandet Tyskland vilket betydde 1-0 till Argentina.

## Meriter
Argentina
- OS: 2004

 River Plate
- Apertura: 1994

 Milan
- Serie A: 1998/1999

 Valencia
- La Liga: 2001/2002, 2003/2004
- Uefacupen: 2003/2004
- Uefa Super Cup: 2004